# Flèche flamande
La Flèche flamande (en néerlandais : Vlaamse Pijl) est une course cycliste belge. Créée en 1968, elle intègre le calendrier de l'UCI Europe Tour en 2005, en catégorie 1.2. Elle est par conséquent ouverte aux équipes continentales professionnelles belges, aux équipes continentales, à des équipes nationales et à des équipes régionales ou de clubs. Les UCI ProTeams (première division) ne peuvent pas participer. La Flèche flamande figure également au calendrier de la Topcompétition, calendrier de courses belges établi annuellement par la Royale ligue vélocipédique belge et donnant lieu à un classement des coureurs belges de moins de 27 ans et des équipes belges y participant.
Le départ et l'arrivée de la course sont situés à Harelbeke. Le parcours emprunte plusieurs monts des Ardennes flamandes figurant notamment sur le tracé du Tour des Flandres : le Mont de l'Enclus, le Vieux Quaremont, le Paterberg, le Kruisberg, la Côte de Trieu et le Tiegemberg.
La course disparaît une première fois à l'issue de la saison 2012. De 2013 à 2015, elle constitue la première étape des Trois Jours de Flandre-Occidentale. Elle est relancée en 2018 comme épreuve réservée aux coureurs élites sans contrat et espoirs.